# Leuconephra
Leuconephra is een geslacht van vlinders van de familie spinneruilen (Erebidae), uit de onderfamilie Hypeninae.

## Soorten
- L. maculapex Hampson, 1891
- L. melanostrotum Turner, 1906
- L. ossicolor Rosenstock, 1885
- L. punctilinea Wileman, 1918